# Penetrator formowany wybuchowo
Penetrator formowany wybuchowo (ang. explosively formed projectile, EFP) – odmiana ładunku kumulacyjnego, w którym zachodzi proces wybuchowego formowania pocisku (penetratora) przy pomocy tzw. kumulacji odwrotnej, zwanej również jako efekt Misznaya-Schardina.

## Zasada działania

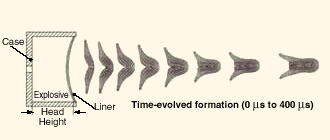
Kolejne etapy powybuchowego formowania się penetratora od półkolistej, wklęsłej wkładki w pojemniku, przez eksplozję do formowania penetratora w trakcie lotu

W ładunkach typu EFP pociskiem rażącym cel jest specjalnie uformowana wkładka kumulacyjna. Ma ona kształt półkolistego, wklęsłego dysku. Umieszczony za nią materiał wybuchowy podczas eksplozji energią fali detonacyjnej ładunku kształtuje wkładkę w jednolity pocisk–penetrator o wydłużonym kształcie, pędzący do celu z prędkością rzędu 2–3 km/s. Zjawisko takiego kształtowania pocisku nosi nazwę kumulacji odwrotnej i zachodzi, gdy kąt rozwarcia wkładki kumulacyjnej wynosi powyżej 140 stopni. Zjawisko, jako potencjalnie użyteczne militarnie, opisał amerykański fizyk Robert Williams Wood.
Pierwsze praktyczne próby wykorzystania ładunków EFP miały miejsce w Niemczech w latach 40. i 50. XX w. W ich efekcie w 1962 roku wybudowano pierwszy rodzaj uzbrojenia wykorzystującego penetrator formowany wybuchowo – zachodnioniemiecką minę przeciwburtowa. Ładunek składa się z czterech zasadniczych elementów. Pierwszym z nich jest wkładka kumulacyjna. Ma ona postać wklęsłego dysku. Wykonany jest w przypadku starszych wersji z miedzi lub żelaza, nowsze generacje wkładek kumulacyjnych wykonane są z tantalu lub tantalu z domieszką wolframu. Średnica dysku waha się najczęściej od 80 do 200 mm. Wkładka umieszczona jest w pojemniku rurowym. W przypadku ładunków wojskowych są one zabezpieczone przed korozją. W przypadku improwizowanych/prowizorycznych ładunków wybuchowych (ang. improvised explosive device) wytwarzanych metodami chałupniczymi mogą być to zwyczajne stalowe/metalowe rury, a nawet większe garnki wykonane z grubszej blachy. Materiałem detonującym, formującym wkładkę w penetrator, jest zwykle burzący materiał wybuchowy o prędkości detonacji rzędu 7,5 – 8,5 km/s. Całość uzupełnia zapalnik elektryczny.

## Zdolność penetracyjna

Animacja przedstawiająca formowanie się penetratora

Na przestrzeni ostatnich kilkudziesięciu lat, od lat 80. XX wieku do końca pierwszej dekady XXI wieku, czterokrotnie wzrósł stopień penetracji pancerza. Na początku lat 80. penetratory przebijały jednolitą (homogenną) osłonę równą 0,4 -0,5 średnicy wkładki kumulacyjnej. W połowie lat 90. wraz z ulepszeniem technologii produkcji oraz wykorzystaniem do ich produkcji miedzi, wkładki zyskały zdolność penetracji równą 0,85 – 1 swojej średnicy. Użycie tantalu pozwoliło na osiągnięcie przenikalności rzędu 1,2 – 1,3 średnicy dysku, a wkładka wykonana z tantalu wraz z domieszkami wolframu – 1,6 średnicy. Zdolność do penetrowania wzrastała również wraz ze wzrostem długości formowanego wybuchowo penetratora oraz wyszczuplaniem jego sylwetki w locie do celu. Współczesne penetratory formowane wybuchowo posiadają lotki, również formowane w trakcie powybuchowego procesu tworzenia się penetratora. Nadają one całości ruch wirowy w powietrzu, gdzie prędkość obrotu wokół osi podłużnej wynosi od 500 do 700 rad/s. Efektem jest zwiększenie celności do 1,5 metra na dystansie 200 metrów od celu. Współczesne ładunki EFP są w stanie uformować więcej niż jeden penetrator z jednej wkładki kumulacyjnej. Po eksplozji formujący się w powietrzu pocisk dzieli się na dwa i więcej mniejszych penetratorów poruszających się jeden za drugim. Technologia to zwiększa szanse na przebicie pancerzy reaktywnych oraz uzupełnianych dodatkowymi osłonami.

## Zastosowanie

### Przeciwpancerne pociski kierowane

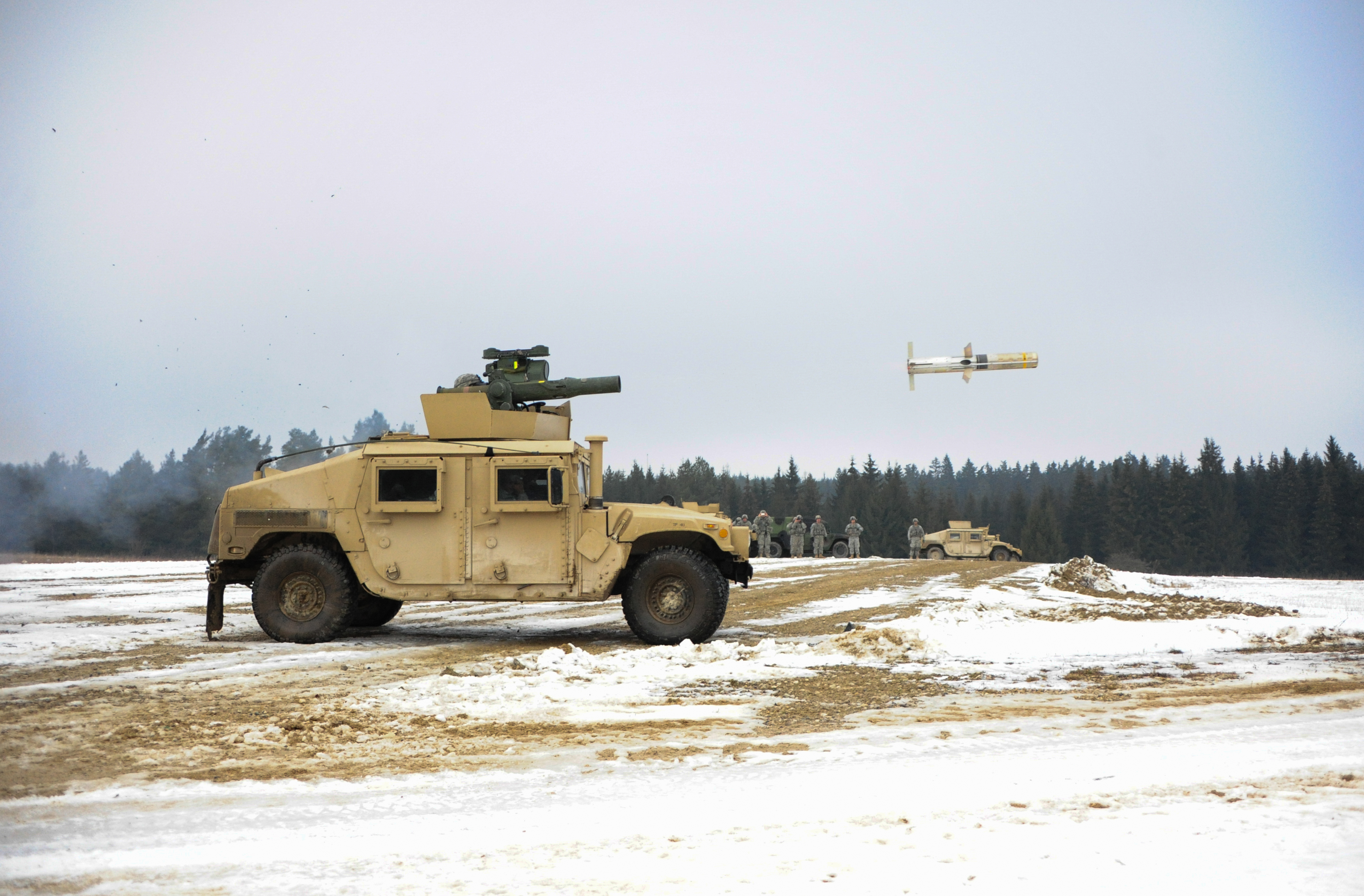
TOW-2B w akcji

Rodzaj uzbrojenia, który może wykorzystywać ładunki EFP, oraz potencjalnych celów, przeciwko którym mogą być wykorzystane, zdeterminowany jest przez możliwości penetratorów formowanych wybuchowo. W porównaniu z przeciwpancernymi pociskami kumulacyjnymi (HEAT – High-Explosive Anti-Tank), ładunki EFP mają dużo mniejszą zdolność przebicia. Jeśli wyrażona jest ona jako iloczyn średnicy wkładki kumulacyjnej, to w przypadku ładunku HEAT wynosi on od 8 do 12 średnic wkładki, a dla EFP – około 1 średnicy. Na przykład pocisk kumulacyjny o kalibrze wkładki 100 mm był zdolny do przebicia 700 mm i więcej pancerza czołgowego typu RHA (Rolled Homogeneous Armour – jednolity pancerz walcowany), zaś tego samego kalibru wkładka EFP była w stanie przebić pancerz RHA o grubości 90 mm. Tym samym wczesne granatniki przeciwpancerne i przeciwpancerne pociski kierowane (PPK) wykorzystywały głowice kumulacyjne, zdecydowanie lepiej radzące sobie z czołowymi pancerzami RHA. 
Sytuacja uległa zmianie wraz z wprowadzeniem do użycia nowoczesnych pancerzy reaktywnych, pancerzy wielowarstwowych i ceramicznych, których przebicie bez znaczącego wzrostu kalibru pocisków kumulacyjnych było już niemożliwe lub dalece utrudnione. Strumień kumulacyjny pocisku HEAT jest wrażliwy na fragmentacje, zaburzenia swojej ciągłości poprzez poprzecznie ułożone elementy wielowarstwowego pancerza lub eksplozje ładunków pancerza reaktywnego. Penetrator EFP ma relatywnie dużą masę i średnicę, czyniąc go tym samym zdecydowanie trudniejszym do powstrzymania przez osłony reaktywne i wielowarstwowe. 
W zaistniałej sytuacji polem dalszego efektywnego działania przeciwpancernych pocisków kumulacyjnych mogły być boki pojazdów i ich stropy, słabiej chronione niż pancerze czołowe. Najprostszym rozwiązaniem dla przeciwpancernych pocisków kierowanych było uderzenie w strop pojazdu pancernego lub jego bok. Jednak na przełomie lat 80. i 90., gdy budowano pierwsze wersje tego typu PPK, technologia naprowadzania pocisku wystrzeliwanego z naziemnej lub mobilnej wyrzutni lądowej umożliwiała jedynie jego detonację nad celem, a nie precyzyjne uderzenie w niego. Pocisk przeciwpancerny eksplodował, przelatując nad stropem czołgu, nie uderzając w niego z lotu nurkowego. Takie rozwiązanie utrudniało zastosowanie klasycznej głowicy kumulacyjnej, wymagającej utrzymania ściśle określonej odległości głowicy od pancerza w momencie wybuchu. Zdecydowanie prostsze w przelatującym nad celem pocisku było użycie ładunku EFP, nie mającego aż takich ograniczeń dotyczących odległości głowicy od rażonego pancerza w momencie inicjacji wybuchu formującego penetrator. 
Takie rozwiązanie zastosowano w pociskach TOW-2B i szwedzkim RBS 56B BILL 2. TOW-2B został zbudowany w 1992 roku i był skuteczną bronią do zwalczania pancerzy chronionych współczesnymi mu osłonami reaktywnymi. Posiadał głowicę kalibru 140 mm, złożoną z dwóch ładunków EFP wykonanych z tantalu. Penetrator charakteryzował się przebijalnością rzędu 140 mm RHA. 
Kolejnym rozwiązaniem, w którym zastosowano głowicę EFP była amerykańska wyrzutnia ręczna przeciwpancernych pocisków kierowanych FGM-172 SRAW z 2003 roku. Zastosowano w niej pojedynczą wkładkę kumulacyjną, ale o dużym kalibrze, wynoszącym 200 mm. Pocisk miał zdolność formowania co najmniej dwóch penetratorów, co umożliwiało pokonanie reaktywnego pancerza oraz dawało przebijalność rzędu 140 mm RHA. 
Wraz z rozwojem technologii naprowadzania PPK, w połowie lat 90. uzyskano zdolność precyzyjnego uderzenia bezpośrednio w strop wieży atakowanego pojazdu/czołgu, powracając tym samym do ładunków kumulacyjnych, mających większą przebijalność w takich warunkach niż ładunki EFP. Nie oznaczało to jednak całkowitej rezygnacji z wykorzystania głowic EFP w przeciwpancernych pociskach kierowanych. Pociski wykorzystujące głowice HEAT mają niewielkie szanse na skuteczny atak w walce z pojazdami bronionymi aktywnymi systemami obrony, niszczącymi nadlatujące pociski lub generującymi utworzenie strumienia kumulacyjnego przed uderzeniem w cel. Również pojawienie się reaktywnych osłon dedykowanych specjalnie ochronie stropu wieży czołgowej zmniejszyło szanse na powodzenie ataku przy użyciu głowicy kumulacyjnej.

### Improwizowane ładunki wybuchowe (Improvised Explosive Device – IED)

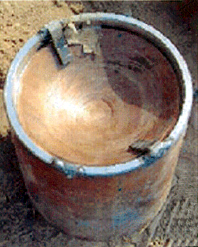
Iracki Improwizowany ładunek wybuchowy z miedzianą wkładką kumulacyjną EFP

Penetratory formowane wybuchowo są doskonale znane różnorakim ugrupowaniom ekstremistycznym, niewahającym się wykorzystywać w swojej działalności przemocy. 30 listopada 1989 roku zachodnioniemiecka Frakcja Czerwonej Armii przeprowadziła skuteczny zamach na życie prezesa Deutsche Bank Alfreda Herrhausena. Zamach został przeprowadzony przy użyciu improwizowanego ładunku wybuchowego, którym był penetrator formowany wybuchowo umieszczony w teczce. Teczka z kolei przyczepiona była do stojącego na poboczu drogi roweru. Obserwacja zwyczajów Herrhausena pozwoliła ustalić terrorystom czas i miejsce przejazdu kolumny samochodów, w której poruszał się prezes banku. Przejazd opancerzonego mercedesa zainicjował wybuch ładunku. Penetrator EFP całkowicie zniszczył samochód i zabił znajdującego się w nim Herrhausena. 
Gwałtowny wzrost liczby IED wykorzystujących w ładunki EFP miał miejsce podczas amerykańskiej interwencji w Afganistanie i Iraku. Przyczyniło się do tego kilka elementów, pierwszym z nich była dostępność wkładek kumulacyjnych. Element nie jest wyrafinowany technicznie, tym niemniej wymagał opanowanie procesu jego kształtowania, zwłaszcza w przypadku produkcji wkładek wykonanych z miedzi. Technologię ich produkcji opanowały państwa, które eksportowały swoją broń do każdego, kto z jednej strony był skłonny zapłacić, z drugiej – kierując się w doborze klientów przesłankami ideologicznymi. 
Takim państwem był między innymi Iran, który w pierwszej dekadzie XXI wieku masowo dostarczał broń bojówkom szyickim w Iraku. Wśród dostarczanego wyposażenia znalazły się miedziane wkładki kumulacyjne, tanie, proste w instalacji i dostępne na masową skalę. 
Kolejnym elementem, który zadecydował o popularności tego typu ładunków, była prostota ich instalacji i użycia. Wyrzutnie rurowe, w których instalowano wkładkę, były wykonywane z ogólnie dostępnych rur metalowych, starych luf armatnich, a nawet dużych i odpowiednio wytrzymałych garnków, w których umieszczano ładunek wybuchowy, przykrywany miedzianą wkładką kumulacyjną. Aby zwiększyć siłę przebicia, bardzo często konstruowano ładunki, w których umieszczano po kilka wkładek jednocześnie. Wraz ze zbieranym przy ich użyciu doświadczeniem, ładunki stawały się coraz bardziej skomplikowane. Wyposażano je w czujniki termiczne czy fotokomórki. Udoskonalano techniki maskowania ładunków, konstruując urządzenia imitujące wyglądem kamienie polne, elementy konstrukcyjne, fragmenty drogi, płotu, krawężniki. 
Kolejnym elementem, który zadecydował o ich popularności, jest zabójczy efekt popenetracyjny ładunków EFP. W przypadku porażenia pojazdu opancerzonego z załogą w środku przez ładunek HEAT, strumień kumulacyjny dostający się po przebiciu pancerza do środka pojazdu ma zwykle resztkowy charakter. Tzw. efekt popenetracyjny porażenia pojazdu pociskiem kumulacyjnym jest relatywnie niski. O ile nie dojdzie do wewnętrznej eksplozji amunicji lub paliwa, oraz o ile załogant nie znajdzie się bezpośrednio na drodze strumienia, ma on duże szanse przeżycia ataku ładunkiem HEAT. Szerokość kanału popenetracynego w przypadku porażenia ładunkiem HEAT wynosi do 0,1 średnicy ładunku. 
Zdecydowanie gorzej przedstawia się sytuacji po trafieniu pojazdu ładunkiem EFP. Szerokość kanału popenetracyjnego wynosi od 0,5 do 1 średnicy wkładki. Tak duży kanał popenetracyjny powoduje po przebiciu jego pancerza wlot do środka pojazdu opancerzonego ogromnej liczby rozgrzanych, stałych i stopionych odłamków pancerza, penetratora i wszystkiego, co stanęło na jego drodze. Fabryczne ładunki EFP, po uformowaniu penetratora, są również zdolne do wytworzenia wokoło niego rozproszonych fragmentów wkładki, lecących z tą samą prędkością w kierunku celu. Ich zadaniem jest potęgowanie efektu niszczącego poprzez oddziaływanie na większą powierzchnię rażonego celu. Tego typu ładunki bardzo dobrze sprawdzają się przy atakach na cele posiadające słabsze opancerzenie niż czołgi, takie jak pojazdy pancerne, transportery piechoty, samochody, ciężarówki. 
Dane, jakie zebrały brytyjskie szpitale polowe zabezpieczające opiekę medyczną brytyjskiego kontyngentu w Iraku, wskazują, iż praktycznie za każdym śmiertelnym przepadkiem członka załogi opancerzonego pojazdu stał atak przy użyciu improwizowanego ładunku z głowicą EFP. Ponad 50% załóg pojazdów trafionych pociskiem EFP wymagało natychmiastowej interwencji chirurgicznej ratującej życie. Z tej liczby wszyscy mieli otwarte rany, 87% rannych miało obrażenia kończyn, a 53% – złamania. 
Efekty psychologiczne, jakie dzięki skuteczności swoich IED mogli uzyskać posługujący się nimi zamachowcy, miał również niebagatelne znaczenie przy wyborze tego środka ataku. W latach 2003–2007 amerykańskie siły zbrojne straciły 170 zabitych w zamachach z użyciem EFP. Tylko w lipcu 2007 roku EFP zabiły 23 żołnierzy, a dalszych 89 ciężko raniły.

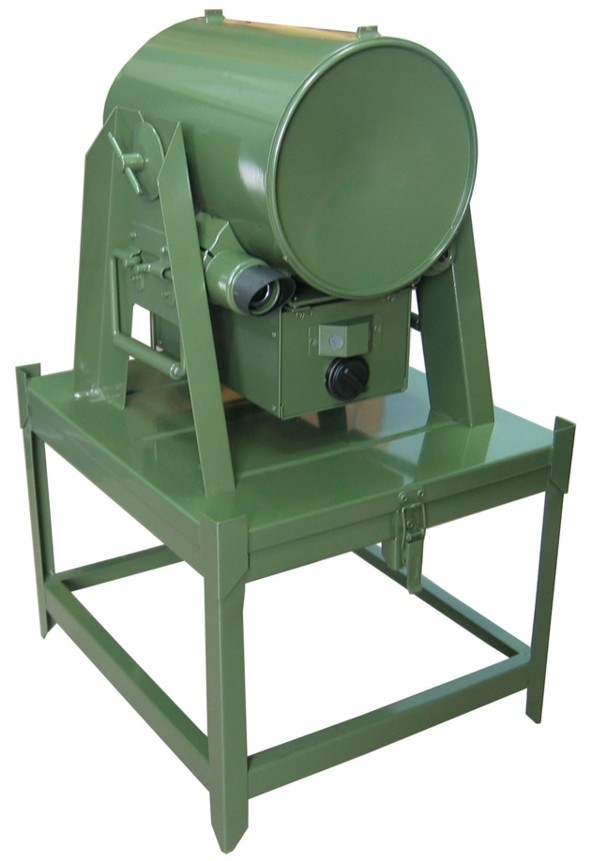
Polska mina przeciwburtowa MPB

### Miny przeciwburtowe i przeciwśmigłowcowe
Ładunki EFP są szeroko stosowane w minach przeciwburtowych. Dzięki natychmiastowemu formowaniu się penetratora, możliwości skutecznego ataku nawet z odległości 80 metrów, możliwość penetracji pancerzy reaktywnych i pancerzy wielowarstwowych, chronionych dodatkowymi osłonami balistycznymi oraz brak skutecznych aktywnych systemów obrony przed ładunkami EFP, czyni je idealnymi do tego typu uzbrojenia. Miny przeciburtowe mogą razić cele tylko w jednym kierunku, a bardziej zaawansowane – we wszystkich kierunkach. Wśród producentów pierwszego rodzaju uzbrojenia można wymienić Francję (MIACAH F1), Austrię (ATM-7), Szwecję (FFV 018), Rosję (TM-83), Południową Afrykę (IMH) oraz Polskę (MPB). Polska znajduje się również wśród producentów min przeciwburtowych zdolnych do rażenia celów we wszystkich kierunkach.
Czołgi nie są jednak bez szans w starciu z minami przeciburtowymi. Istnieją rozwiązania w postaci ciężkich osłon burtowych, w których skład mogą wchodzić podwójne warstwy pancerza reaktywnego, uniemożliwiające boczną penetrację do wnętrza czołgu. Przykładem takiego rozwiązania jest amerykański czołg podstawowy M1 Abrams i zestaw Tank Urban Survival Kit (TUSK). 
Ładunki EFP wykorzystują również miny przeciwśmigłowcowe, zdolne do rażenia celów niskolecących. Wśród ich producentów można wymienić Rosję (TEMP-30), Bułgarię (AHM200-1) i Polskę (IZMIR-11).

## Subamunicja artyleryjska i lotnicza

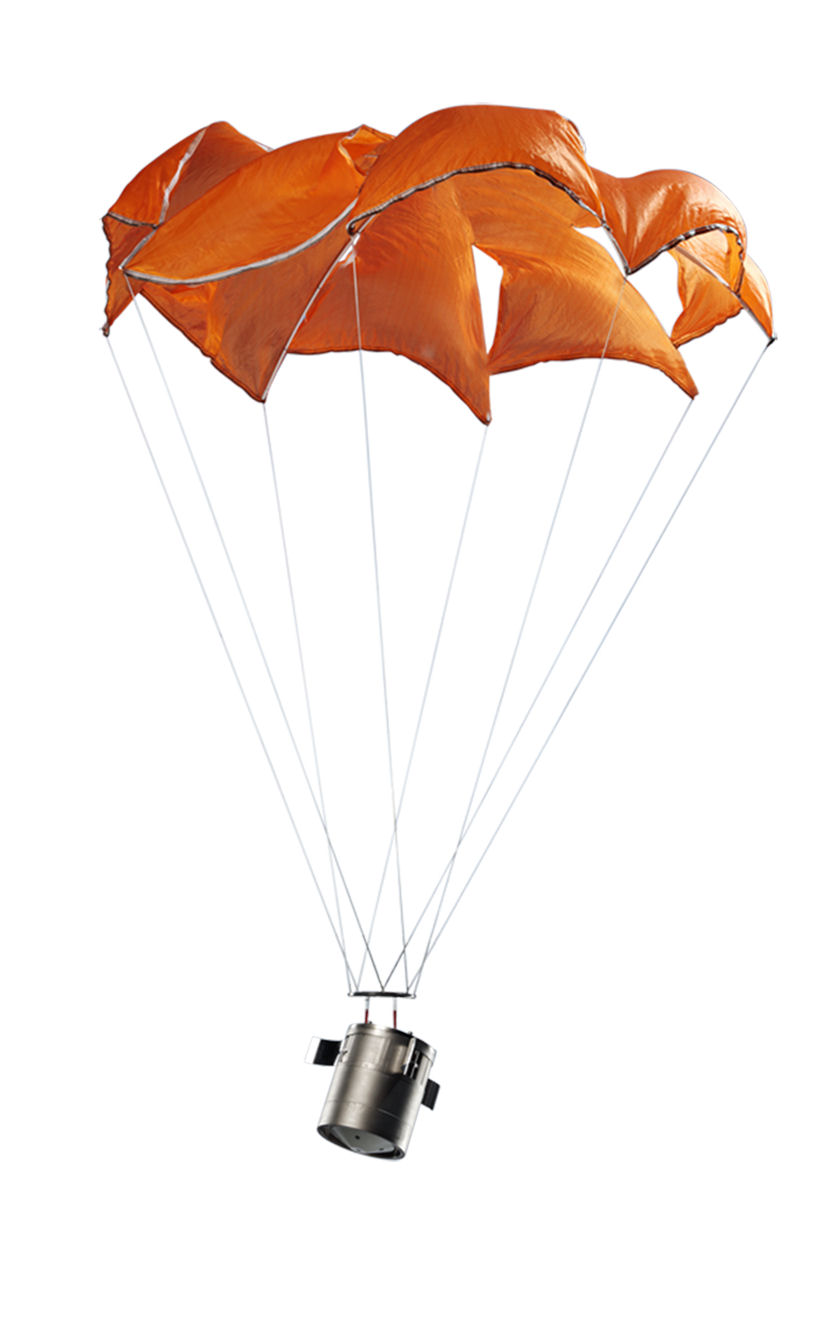
Niemiecki podpocisk SMArt 155 nad celem

Cechą charakterystyczną penetratorów formowanych wybuchowo jest brak ściśle określonej odległości od celu, w jakiej musi się znajdować ładunek EFP w momencie eksplozji formującej penetrator. Cecha ta predysponuje tę formę ataku do wykorzystania jej w subamunicji artyleryjskiej i lotniczej. 
Wśród przykładów zastosowania takiego rozwiązania można wymienić amerykańskie pociski/głowice SADARM (Sense and Destroy ARMor). Pierwotnie w latach 70. XX wieku były projektowane pod kątem zastosowania w pociskach kalibru 203 mm, używanych w działach samobieżnych M110 SPH. 
W 1983 roku rozdzielono projekt na dwa podprojekty: pierwszy ukierunkowany na pociski kalibru 155 mm, a drugi – na wyrzutnię rakietową M270 MLRS. W 1989 roku rozpoczęto testy nowego uzbrojenia, a ich pomyśle rezultaty zadecydowały o uruchomieniu w 1994 roku produkcji wersji próbnej. 
W głowicy 155 mm pocisku artyleryjskiego M898 znajdują się dwie sztuki suamunicji SADARM. Podpocisk SADARM o masie 11 kg, średnicy 147 mm i kształcie walca wyposażony jest w mechanizm stabilizujący, dwa spadochrony, głowice bojową, którą jest ładunek EFP, zestaw czujników, w których skład wchodzi radar pracujący w paśmie milimetrowym, wysokościomierz radarowy oraz czujnik podczerwieni. Po wystrzeleniu pocisku w kierunku celu na wysokości około 1000 metrów dochodzi do rozcalenia się pocisku i uwolnienia dwóch ładunków SADARM. W początkowej fazie opadania ich lot ku ziemi jest hamowany i stabilizowany przez dodatkowe powierzchnie mechanizmu stabilizującego, nadającego im dodatkowy ruch rotacyjny. Na wysokości około 200 metrów nad ziemią mechanizm jest odrzucany, a uwalniany jest zespół spadochronów i czujników subamunicji. Ładunek opada wówczas z prędkością rzędu 17 m/s, obracając 7-8 razy na sekundę, ustawiony pod kątem około 30° w stosunku do płaszczyzny ziemi. Po rozpoznaniu celu przez radar milimetrowy i czujnik podczerwien, następuje eksplozja znajdującego się w podpocisku ładunku wybuchowego, formująca penetrator, który z kolei uderza w strop wieży czołgu. Subamunicja przeszła swój chrzest bojowy w 2003 roku w trakcie II wojny w Zatoce Perskiej. Według danych oficjalnych 121 wystrzelonych pocisków (każdy z dwoma ładunkami SADARM) zniszczyło 48 pojazdów, co oznacza bardzo dobry rezultat 2,5 pocisku na pojazd. 
Kolejnym przedstawicielem tej klasy amunicji jest opracowany przez szwedzkiego Boforsa i francuskiego Nextera pocisk BONUS. Pocisk przenosi – tak samo jak jego amerykański odpowiednik – dwa samonaprowadzające się podpociski wyposażone w ładunki EFP. Jednak w odróżnieniu od amerykańskiego SADARM nie posiadają one spadochronów. Po wystrzeleniu pocisk na odpowiedniej wysokości ulega rozcaleniu. Każdy z ładunków znajduje się w specjalnym kontenerze, za którego stabilizację, wyhamowanie lotu oraz nadanie ruchu obrotowego odpowiadają specjalne powierzchnie umieszczone po sześć na jednym z końców kontenera. Po przebyciu kolejnego odcinka z każdego z kontenerów wypada podpocisk, wyposażony w niewielkie skrzydełka. Za wykrycie celu odpowiada czujnik podczerwieni oraz lidar. Pierwotnie BONUS wyposażony był jedynie w system czujników promieniowania podczerwonego. W praktyce okazały się one jednak zawodne, kierując podpociski na nagrzane metalowe dachy czy kontenery. 
Pociskiem lotniczym wykorzystującym ładunki EFP jest amerykańska subamunicja BLU-108. Pojedynczy BLU-108 zawiera cztery ładunki EFP o nazwie własnej "Skeet". Każdy z nich zawiera wkładkę o średnicy około 125 mm. Cechą charakterystyczną wkładek BLU-108 jest to, iż po eksplozji i uformowaniu penetratora równolegle formowanych jest 16 dodatkowych odłamków, potęgujących uszkodzenia. Penetrator naprowadzany jest na źródło ciepła, którym jest najczęściej napęd pojazdu. Subamunicja BLU-108 może być przenoszona w zasobnikach CBU-97/CBU-105. Każdy z nich zawiera dziesięć BLU-108, co daje 40 ładunków EFP, które są w stanie pokryć obszar dwunastu hektarów.
Innym przykładem amunicji wykorzystującej ładunki EFP jest niemiecki SMArt 155. 